# St. Ulrich und Afra (Graben)

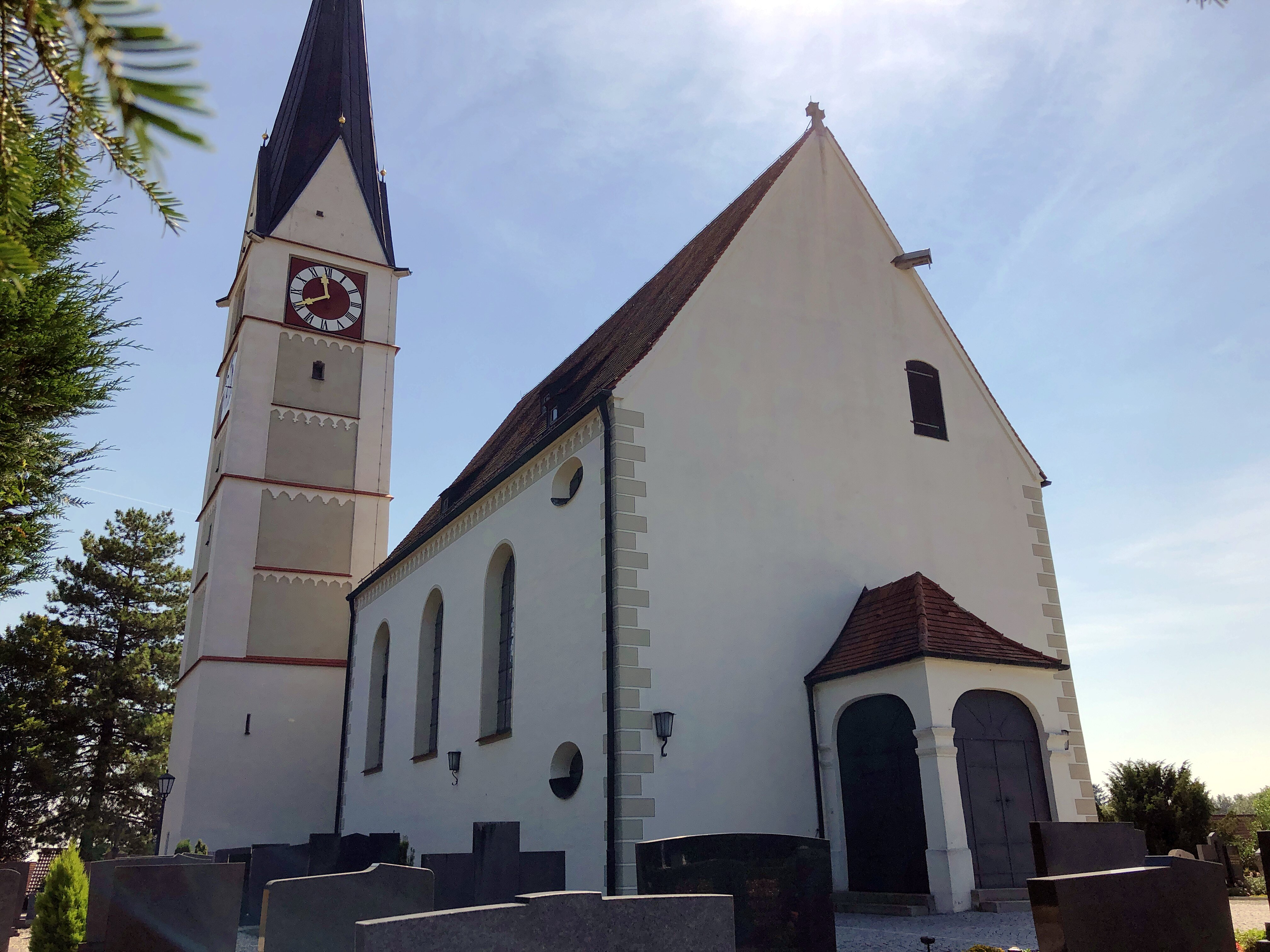
St. Ulrich und Afra in Graben

Die römisch-katholische Pfarrkirche St. Ulrich und Afra steht in
Graben im schwäbischen Landkreis Augsburg von Bayern. Das Bauwerk ist  in der Liste der Baudenkmäler in Langerringen als Baudenkmal unter der Nr. D-7-72-149-6 eingetragen. Die Kirchengemeinde gehört zum Dekanat Schwabmünchen des Bistums Augsburg.

## Beschreibung
Die Saalkirche besteht aus einem Langhaus, einem eingezogenen, dreiseitig geschlossenen Chor im Osten, die beide 1504/05 gebaut wurden, einem Chorflankenturm auf quadratischem Grundriss, dessen untere Geschosse im Kern vom Vorgängerbau stammen. Er wurde später aufgestockt und zwischen den Giebeln, mit einem spitzen Helm versehen. An der Südseite des Chors wurde 1780 die Sakristei errichtet, und mit einem Schleppdach bedeckt. In einem Anbau im Westen befindet sich das Portal. Die Fresken hat 1789 Johann Baptist Enderle gestaltet. Im Innenraum des Chors hat er die Schlacht auf dem Lechfeld dargestellt, in dem des Langhauses, das mit einer Flachdecke überspannt ist, Afra von Augsburg als Märtyrerin. Auf dem Altarretabel des Hochaltars hat Georg Lacher die Kreuzigung gemalt.